# Pablo Palacios
Pablo David Palacios Herreria (nascut el 5 de febrer de 1982 en Quito) és un futbolista equatorià que anteriorment jugà pel Barcelona, i actualment juga per El Nacional.